# Hypolimnas aubergeri
Hypolimnas aubergeri is een vlinder uit de familie van de Nymphalidae. De wetenschappelijke naam voor deze soort is voor het eerst voorgesteld door Jacques Hecq in een publicatie uit 1987.
De soort is vernoemd naar Maurice Auberger die in 1975 diverse exemplaren van deze soort had verzameld in Ivoorkust en aan de hand waarvan deze soort is beschreven.

## Verspreiding
Deze vlinder komt voor in de laaglandbossen van Guinee, Sierra Leone, Liberia en Ivoorkust. 

## Habitat
Het habitat bestaat uit bossen in de uitlopers van gebergten.